# Wet van Grassmann
De wet van Grassmann (die is vernoemd naar zijn voornaamste beschrijver, Hermann Grassmann) is een fonologische dissimilatie die onder andere de ontwikkeling van het Oudgrieks en Sanskriet heeft gekenmerkt. In het algemeen wordt hiermee het verschijnsel dat een geaspireerde medeklinker zijn geaspireerde karakter verliest als de medeklinker in de volgende lettergreep ook geaspireerd is, omwille van de articulatie. Hierdoor ontstaan in veel gevallen schijnbaar moeilijk te leren vormen binnen hetzelfde paradigma, bijvoorbeeld de verschillende vormen van een werkwoord.
In de beschrijvende taalkunde werd de wet van Grasmann al door Pāṇini beschreven voor het Sanskriet.

## Grieks
De volgende voorbeelden maken het effect van de wet van Grassmann in het Oudgrieks duidelijk:
- [tʰu-ɔː]? θύω "Ik offer (een dier)"
- [e-tu-tʰɛː]? ἐτύθη "het werd geofferd"

- [tʰrik-s]? θρίξ "haar"
- [trikʰ-es]? τρίχες "haren"

- [tʰap-sai]? θάψαι, "begraven (aoristus)"
- [tʰapt-ein]? θάπτειν, "begraven (tegenwoordige tijd)"
- [tapʰ-os]? τάφος, "een graf"
- [tapʰ-ɛː]? ταφή, "begrafenis"

De wet van Grassmann in het Oudgrieks hangt zeer nauw samen met een ander fonologisch verschijnsel, namelijk reduplicatie. Als gevolg hiervan ontstonden reeksen twee dezelfde geaspireerde medeklinkers in achtereenvolgende lettergrepen, waarvan de eerste omwille van de articulatie zijn geaspireerde karakter moest verliezen: [pʰu-ɔː] φύω "Ik groei": [pe-pʰuː-ka] πέφυκα, "Ik ben gegroeid". Bewezen is dat deze deaspiratie pas na de Proto-Indo-Europese overgang bʰ, *dʰ, *gʰ → /pʰ, tʰ, kʰ/ plaatsvond, en in geen enkele andere Indo-Europese taal behalve het Sanskriet terug valt te zien.

### Ondoorzichtigheid
Een geval apart vormt een woord als θρίξ, tʰrix, "haar". Bij de verbuiging hiervan verschijnt in sommige vormen een sibilant in de uitgang. In de onderliggende vorm tʰrikʰ-s verliest de voorafgaande velaar als gevolg van regressieve assimilatie zijn geaspireerde karakter. De wet van Grassmann geldt als gevolg van deze deaspiratie ook niet langer; de betreffende vorm wordt dus als tʰriks uitgesproken. Een vorm als τριχός ("trikʰós", genitief) laat zien dat de wet van Grassmann hier wel opgaat als de velaar in de stam geaspireerd is. Op grond hiervan waren niet alle fonologen het er in het verleden over eens of de eerste klank in een vorm als *tʰrikʰ van zichzelf al dan niet geaspireerd was. Niettemin kan heel goed worden verondersteld dat zowel de dentaal als de velaar oorspronkelijk geaspireerd waren, waarna de eerste medeklinker als gevolg van de wet van Grassmann in een vorm als "trikʰós" zijn geaspireerde karakter verloor. Doordat progressieve assimilatie in andere vormen de context waarin de wet van Grassmann kon gelden heeft vernietigd, heeft in een vorm als tʰrikʰ-s de dentaal zijn oorspronkelijke vorm weer aangenomen.

### Koinè
In het Koinè heeft morfologische nivellering plaatsgehad voor wat betreft de alternantie geaspireerd/niet-geaspireerd van labialen en velaren. Zodoende is het effect van de wet van Grassmann hier alleen te zien bij de dentaal t: [taˈkʰus] "snel", → [ˈtʰassɔːn], "sneller". De vorm [ˈpeutʰomai] ~ [punˈtʰanomai] "te weten komen" (van PIE *bʰewdʰ) heeft als toekomende tijd [ˈpeusomai], niet: *[pʰeusomai].

## Andere talen
Ook andere dan de Indo-Europese talen kennen de wet van Grassmann. In het Ofo, een uitgestorven Siouaanse taal, worden op de volgende manier samenstellingen gevormd:
- o´skha ("kraanvogel") + afhaⁿ´ ("witte") → oskạfha ("witte zilverreiger")

Ook in het Meitei, een Tibeto-Birmaanse taal, worden door middel van samenstellingen allerlei afgeleide betekenissen gevormd. Hier werkt de wet van Grassmann in omgekeerde richting: een geaspireerde medeklinker verliest eerst zijn geaspireerde karakter wanneer de medeklinker in de voorafgaande lettergreep eveneens een geaspireerde klank zoals /h/ is. De gedeaspireerde medeklinker wordt als gevolg hiervan stemhebbend:
- /tʰin-/ ("doorboren") + /-khət/ ('upward') → [tʰinɡət] ("in opwaartse richting doorboren")

/səŋ/ ("koe") + /kʰom/ ("uier") → [səŋɡom] ("melk")
/hi-/ ("afknippen") + /-tʰok/ ("naar buiten") → [hidok] ("naar buiten toe afknippen")